# Rhagodalma melanocephala
Rhagodalma melanocephala är en spindeldjursart som beskrevs av Roewer 1933. Rhagodalma melanocephala ingår i släktet Rhagodalma och familjen Rhagodidae. Inga underarter finns listade i Catalogue of Life.